# In the Light (musikalbum av Keith Jarrett)
In the Light från 1974 är ett dubbelalbum med samtida konstmusik av Keith Jarrett. Albumet spelades in i februari 1973 i Ludwigsburg, Västtyskland.

## Låtlista
All musik är skriven av Keith Jarrett.
1. Metamorphosis – 19:24
2. Fughata for Harpsichord – 5:29
3. Brass Quintet – 20:53
4. A Pagan Hymn – 7:32
5. String Quartet – 16:41
6. Short Piece for Guitar and Strings – 3:56
7. Crystal Moment – 4:58
8. In the Cave, in the Light – 12:18

## Medverkande
- Keith Jarrett – piano (spår 2, 4, 8), slagverk (spår 8), dirigent (spår 6, 8)
- Willi Freivogel – flöjt (spår 1)
- American Brass Quintet (spår 3)
- Fritz Sonnleitner Quartet (spår 5)
  - Fritz Sonnleitner, Günter Klein – violin
  - Siegfried Meinecke – viola
  - Fritz Kiskalt – cello
- Ralph Towner – gitarr (spår 6)
- Stråksektionen ur Südfunk-Sinfonie-Orchester, Stuttgart under ledning av Mladen Gutesha (spår 1, 6, 8)